# Olivia d’Abo
Olivia Jane d’Abo (London, 1969. január 22. –) brit színésznő, énekesnő.
1988 és 1993 között az ABC The Wonder Years című szituációs komédiájában a lázadó hippi Karen Arnoldot alakította. Sorozatgyilkosként szerepelt az Esküdt ellenségek: Bűnös szándék, Jane Porter eredeti hangjaként pedig a Tarzan legendája epizódjaiban.
A filmvásznon feltűnt a Conan, a pusztító (1984), a Bolero (1984) és A bérgyilkosnő (1993) című filmekben. Előbbi kettővel megnyerte a legrosszabb új sztárnak járó Arany Málna díjat.

## Filmográfia

### Film
| Év   | Magyar cím                          | Eredeti cím                      | Szerep                                    | Magyar hang     |
| ---- | ----------------------------------- | -------------------------------- | ----------------------------------------- | --------------- |
| 1984 | Conan, a pusztító                   | Conan the Destroyer              | Jehnna hercegnő                           | Zsigmond Tamara |
| 1984 | Bolero                              | Bolero                           | Paloma                                    | Kökényessy Ági  |
| 1986 | A megvalósult álom                  | Flying                           | Robin Crew                                | Csellár Réka    |
| 1986 |                                     | Mission Kill                     | lázadó lány                               |                 |
| 1986 |                                     | Bullies                          | Becky Cullen                              |                 |
| 1988 | Az ítélő                            | Into the Fire                    | Liette                                    |                 |
| 1989 | Túl a csillagokon                   | Beyond the Stars                 | Mara Simons                               | Madarász Éva    |
| 1989 | Mennyei szerencse                   | Another Chance                   | ismeretlen szerep                         |                 |
| 1990 | Azok a csodás 70-es évek            | The Spirit of '76                | Chanel-6                                  |                 |
| 1993 | A bérgyilkosnő                      | Point of No Return               | Angela                                    | Dudás Eszter    |
| 1993 | Elbaltázott bankrablás              | Bank Robber                      | Selina                                    |                 |
| 1993 | Wayne világa 2.                     | Wayne's World 2                  | Betty Jo                                  | Kiss Erika      |
| 1994 |                                     | The Last Good Time               | Charlotte Zwicki                          |                 |
| 1994 | A pénz boldogít                     | Greedy                           | Molly Richardson                          | Juhász Judit    |
| 1994 | Tiszta őrület                       | Clean Slate                      | Judy                                      |                 |
| 1994 | Pom Poko – A tanukik birodalma      | Heisei Tanuki Gassen Ponpoko     | Koharu (angol hangja)                     | Mezei Kitty     |
| 1994 | Asterix Amerikában                  | Asterix in Amerika               | egyéb hangok (angol változat)             |                 |
| 1995 | Nagypályások                        | The Big Green                    | Miss Anna Montgomery                      | Vándor Éva      |
| 1995 | Seggünkön az élet                   | Kicking and Screaming            | Jane                                      | Zakariás Éva    |
| 1995 | Pucér csajok vágyálmai              | Live Nude Girls                  | Chris                                     | Nyírő Beáta     |
| 1997 |                                     | Hacks                            | Lynn                                      |                 |
| 1998 | Begerjedve                          | The Velocity of Gary             | Veronica                                  | Liptai Claudia  |
| 1999 | A kutya rúgja meg                   | Soccer Dog: The Movie            | Elena                                     |                 |
| 1999 |                                     | A Texas Funeral                  | Charlotte                                 |                 |
| 1999 | Csajos hetes                        | Seven Girlfriends                | Hannah                                    |                 |
| 2000 |                                     | Jonni Nitro                      | Jonni Nitro                               |                 |
| 2000 | Szerelem a négyzeten                | It Had to Be You                 | Tracy Meltempi                            | Biró Anikó      |
| 2001 | Láthatatlan ellenség                | The Enemy                        | Penny Johnson őrmester                    | Haumann Petra   |
| 2001 | Tarzan és Jane                      | Tarzan & Jane                    | Jane Porter (hangja)                      |                 |
| 2003 | Animátrix                           | The Animatrix                    | Rox (hangja)                              |                 |
| 2006 | Az Újvilág Bosszúangyalai           | Ultimate Avengers                | Natalia Romanova / Fekete Özvegy (hangja) | Erdős Borcsa    |
| 2006 | Az Újvilág Bosszúangyalai 2.        | Ultimate Avengers 2              | Natalia Romanova / Fekete Özvegy (hangja) | Erdős Borcsa    |
| 2007 | Dante Pokla                         | Dante's Inferno                  | Beatrice (hangja)                         |                 |
| 2007 |                                     | A Poor Kid's Guide to Success    | Lisa Maerd                                |                 |
| 2008 |                                     | The Awakening Fire (rövidfilm)   | narrátor                                  |                 |
| 2009 | A Zöld Lámpás: A kezdet             | Green Lantern: First Flight      | Carol Ferris / Zafírcsillag (hangja)      |                 |
| 2012 | Az Igazság Ligája – Pusztulás       | Justice League: Doom             | Carol Ferris / Zafírcsillag (hangja)      |                 |
| 2013 |                                     | Impirioso                        | Luccia Rosso                              |                 |
| 2013 | Paganini – Az ördög hegedűse        | The Devil's Violinist            | Primrose Blackston                        | Zakariás Éva    |
| 2014 |                                     | Sleeping Beauty                  | Tambria                                   |                 |
| 2015 | Veszélyes külváros                  | Stolen from the Suburbs          | Milena                                    |                 |
| 2015 | Robo-kuty                           | Robo-Dog                         | Miranda Austin                            |                 |
| 2015 |                                     | A Christmas Eve Miracle          | Sharron Holden                            |                 |
| 2016 |                                     | Blue Weekend                     | Lisa Crawford                             |                 |
| 2019 | Star Wars IX. rész – Skywalker kora | Star Wars: The Rise of Skywalker | Luminara Unduli (cameo hangja)            |                 |
| 2020 |                                     | Unbelieveable!!!!!               | Larrisha                                  |                 |
| 2020 |                                     | Angie: Lost Girls                | Hayley                                    |                 |
| 2022 | Repülős bandita                     | Bandit                           | Linda Craig                               |                 |
| 2023 |                                     | Staycation                       | Grace Baxter                              |                 |

### Televízió
| Év        | Magyar cím                            | Eredeti cím                           | Szerep                                  | Megjegyzések                                                    |
| --------- | ------------------------------------- | ------------------------------------- | --------------------------------------- | --------------------------------------------------------------- |
| 1985      |                                       | Not My Kid                            | diák (stáblistán nem szerepel)          | tévéfilm                                                        |
| 1985–1986 |                                       | Growing Pains                         | Terry / Wendy                           | 2 epizód                                                        |
| 1987      |                                       | One Big Family                        | Joy Fairbanks                           | 1 epizód                                                        |
| 1987      |                                       | Really Weird Tales                    | Tippy                                   | tévéfilm                                                        |
| 1988      |                                       | Simon & Simon                         | Allison Tyner / Angel                   | 1 epizód                                                        |
| 1988      | Autósakadémia                         | Crash Course                          | Maria Abeja                             | tévéfilm magyar hangja Papp Ági                                 |
| 1988      |                                       | Tour of Duty                          | Leslie                                  | 1 epizód                                                        |
| 1988      |                                       | The Bronx Zoo                         | Terri Avila                             | 1 epizód                                                        |
| 1988–1993 |                                       | The Wonder Years                      | Karen Arnold                            | főszereplő (93 epizód)                                          |
| 1991–1993 |                                       | The Legend of Prince Valiant          | Vesta / Jasmine / Lady Ilene (hangja)   | 2 epizód                                                        |
| 1992      | Az éjszaka lánya                      | Midnight's Child                      | Anna Bergman                            | tévéfilm magyar hangja Dögei Éva                                |
| 1992      | Star Trek: Az új nemzedék             | Star Trek: The Next Generation        | Amanda Rogers                           | 1 epizód                                                        |
| 1993      | Esküszöm!                             | For Love and Glory                    | Emily Doyle                             | tévéfilm                                                        |
| 1995–1997 |                                       | The Single Guy                        | Deliah                                  | 1 epizód                                                        |
| 1995–1997 | Marie Blake                           | The Single Guy                        | főszereplő (2. évad)                    |                                                                 |
| 1996      | Mortal Kombat: A birodalom védelmezői | Mortal Kombat: Defenders of the Realm | Sonya Blade (hangja)                    | főszereplő (13 epizód)                                          |
| 1997      | Apa zűrös hete                        | Dad's Week Off                        | Cherice                                 | tévéfilm magyar hangja Tóth Ildikó                              |
| 1998      |                                       | Adventures from the Book of Virtues   | Anne Sullivan (hangja)                  | 1 epizód                                                        |
| 1998      | A Thornberry család                   | The Wild Thornberrys                  | Jao (hangja)                            | 1 epizód                                                        |
| 1998      |                                       | Fantasy Island                        | Florence Jenkins                        | 1 epizód                                                        |
| 1999      | Ötösfogat                             | Party of Five                         | Perry Marks                             | 3 epizód                                                        |
| 1999–2000 | Batman of the Future                  | Batman Beyond                         | Ten / Melanie Walker (hangja)           | 3 epizód                                                        |
| 2000      | Űrbalekok                             | 3rd Rock from the Sun                 | Andrea                                  | 1 epizód                                                        |
| 2001      | Halálhajó 2. – Rettegés a vízen       | The Triangle                          | Charlotte 'Charlie' Duval               | - tévéfilm - magyar hangja: - Keönch Anna - Kiss Virág Magdolna |
| 2001      | Kerge város                           | Spin City                             | Allison Wright                          | 3 epizód                                                        |
| 2001–2003 | Tarzan legendája                      | The Legend of Tarzan                  | Jane Porter (hangja)                    | főszereplő (39 epizód) magyar hangja Kiss Eszter                |
| 2002      |                                       | The Twilight Zone                     | Shannon                                 | 1 epizód                                                        |
| 2002–2003 |                                       | Invader Zim                           | Tak / Tak űrhajója / buszsofőr (hangja) | 3 epizód                                                        |
| 2002–2008 | Esküdt ellenségek: Bűnös szándék      | Law & Order: Criminal Intent          | Elizabeth Hitchens / Nicole Wallace     | 5 epizód                                                        |
| 2002      | Az igazság ligája                     | Justice League                        | Zafírcsillag / Morgaine le Fey (hangja) | 6 epizód                                                        |
| 2003      | Alias                                 | Alias                                 | Emma Wallace                            | 1 epizód                                                        |
| 2004      | Az igazság ligája: Határok nélkül     | Justice League Unlimited              | Morgaine le Fey (hangja)                | 1 epizód                                                        |
| 2007      | Eureka                                | Eureka                                | Dr. Abby Carter                         | 2 epizód                                                        |
| 2008–2009 | Star Wars: A klónok háborúja          | Star Wars: The Clone Wars             | Luminara Unduli (hangja)                | 7 epizód                                                        |
| 2010      | Batman: A bátor és a vakmerő          | Batman: The Brave and the Bold        | Elasti-Girl (hangja)                    | 1 epizód                                                        |
| 2011      | Generátor Rex                         | Generator Rex                         | Five (hangja)                           | 3 epizód                                                        |
| 2011      |                                       | We Have Your Husband                  | Olivia                                  | tévéfilm                                                        |
| 2012      |                                       | Nuclear Family                        | Dr. Hughes                              | tévéfilm                                                        |
| 2013      | Generátor Rex                         | Jo                                    | Madeleine Haynes                        | 1 epizód                                                        |
| 2013      | Sherlock és Watson                    | Elementary                            | Nigella Mason                           | 1 epizód                                                        |
| 2014      | Psych – Dilis detektívek              | Psych                                 | Dierdre                                 | 1 epizód                                                        |
| 2014      |                                       | Presumed Dead in Paradise             | Patricia Ashland                        | tévéfilm                                                        |
| 2015      |                                       | When Duty Calls                       | Kathryn Chapman parancsnok              | tévéfilm                                                        |
| 2016      |                                       | Inspired to Kill                      | Charlie                                 | tévéfilm                                                        |
| 2016      | Vészhelyzet: Los Angeles              | Code Black                            | Ruth Goldman                            | 1 epizód                                                        |
| 2017      |                                       | Secs & Execs                          | Leslie Mulligan-Ross                    | tévéfilm                                                        |
| 2017      | Amerikai fater                        | American Dad                          | légiutas-kísérő (hangja)                | 1 epizód                                                        |
| 2018      |                                       | The Wrong Son                         | Sarah                                   | tévéfilm                                                        |
| 2018      |                                       | Millennial Rules                      | Gail Dunn                               | tévéfilm                                                        |
| 2019      |                                       | The Madam of Purity Falls             | Courtney                                | tévéfilm                                                        |
| 2019      | Hódító Zim: Irány a fekete lyuk!      | Invader Zim: Enter the Florpus        | Tak űrhajója (hangja)                   | tévéfilm                                                        |
| 2019      | Szeplőtelen Jane                      | Jane the Virgin                       | Clarissa                                | 1 epizód                                                        |

## Fordítás
- Ez a szócikk részben vagy egészben  a   Tomcats (2001 film) című angol Wikipédia-szócikk ezen változatának fordításán alapul.  Az eredeti cikk szerkesztőit annak laptörténete sorolja fel. Ez a jelzés csupán a megfogalmazás eredetét és a szerzői jogokat jelzi, nem szolgál a cikkben szereplő információk forrásmegjelöléseként.